# Bundesstraße 174
Die Bundesstraße 174 (Abkürzung: B 174) ist eine deutsche Bundesstraße im Freistaat Sachsen. Zusammen mit der Bundesautobahn 72/Bundesstraße 95 und der Staatsstraße 7 sowie Autobahn D7 in Tschechien ist sie die direkte Verbindung zwischen Leipzig und Prag.

## Verlauf

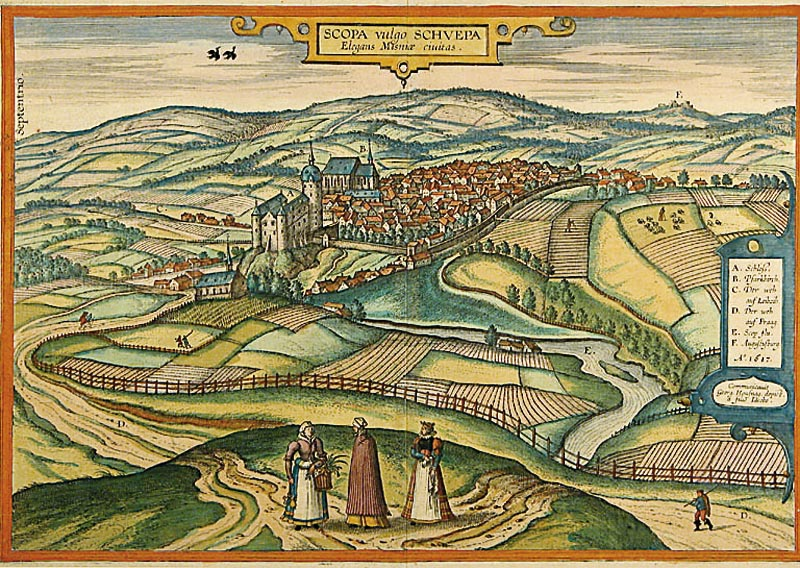
Zschopau um 1617: mit „D“ bezeichnete „auf Prag“ führende Straße

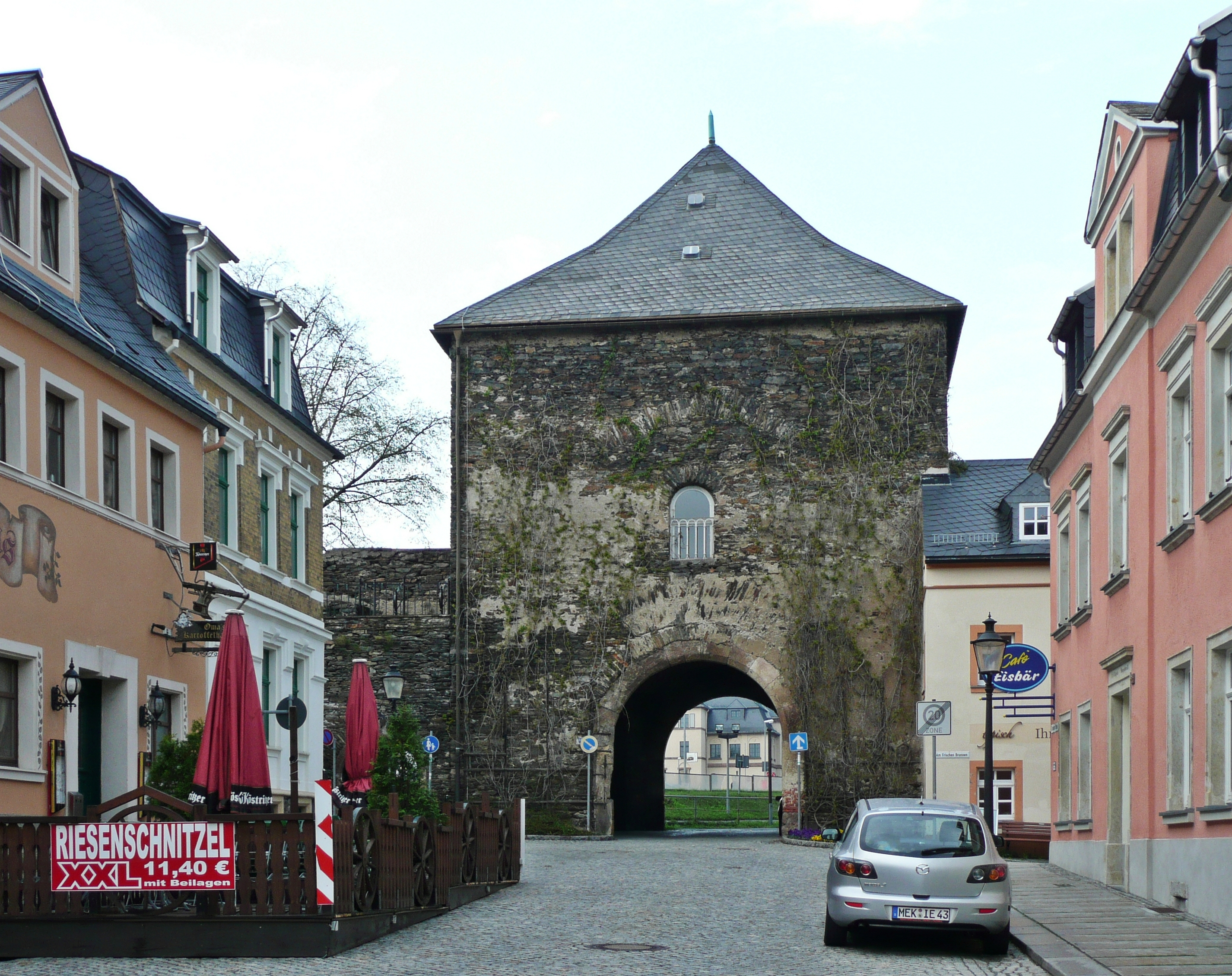
Durch das Zschopauer Tor erreichte die Straße in früheren Jahrhunderten von Chemnitz kommend Marienberg

Die B 174 beginnt in der Innenstadt von Chemnitz an der Bahnhofstraße und führt in südöstlicher Richtung an Amtsberg und Gornau/Erzgeb. vorbei über Zschopau. Hier wird der gleichnamige Fluss auf einer 408 m langen Brücke (Neubau 1994–97) überquert. Der Streckenabschnitt von Chemnitz bis Zschopau ist autobahnähnlich ausgebaut. Über Heinzebank erreicht die Straße Marienberg und führt von hier aus nach Reitzenhain. Über den Grenzübergang nach Hora Svatého Šebestiána (Sebastiansberg) wird die Verbindung nach Tschechien hergestellt. Auf tschechischer Seite führt die Straße als Staatsstraße 7 und Autobahn D7 über Chomutov (Komotau) nach Prag.
Vom Stadtzentrum Chemnitz folgt die Straße zuerst entlang einer altpleistozänen Chemnitzterrasse. Am Schenkenberg beginnt eine deutliche Steigung. Geografisch verlässt die B 174 an dieser Stelle das Erzgebirgsbecken und es beginnt die Nordrandstufe des Erzgebirges.
Im Amtsberger Ortsteil Dittersdorf besteht eine kreuzungsfreie Verbindung zur B 180, die von Frankenberg/Sa. nach Stollberg/Erzgeb. führt, an der Heinzebank kreuzt die B 101 von Berlin nach Aue und in Marienberg kreuzt die B 171 von Wolkenstein nach Schmiedeberg.

## Geschichte

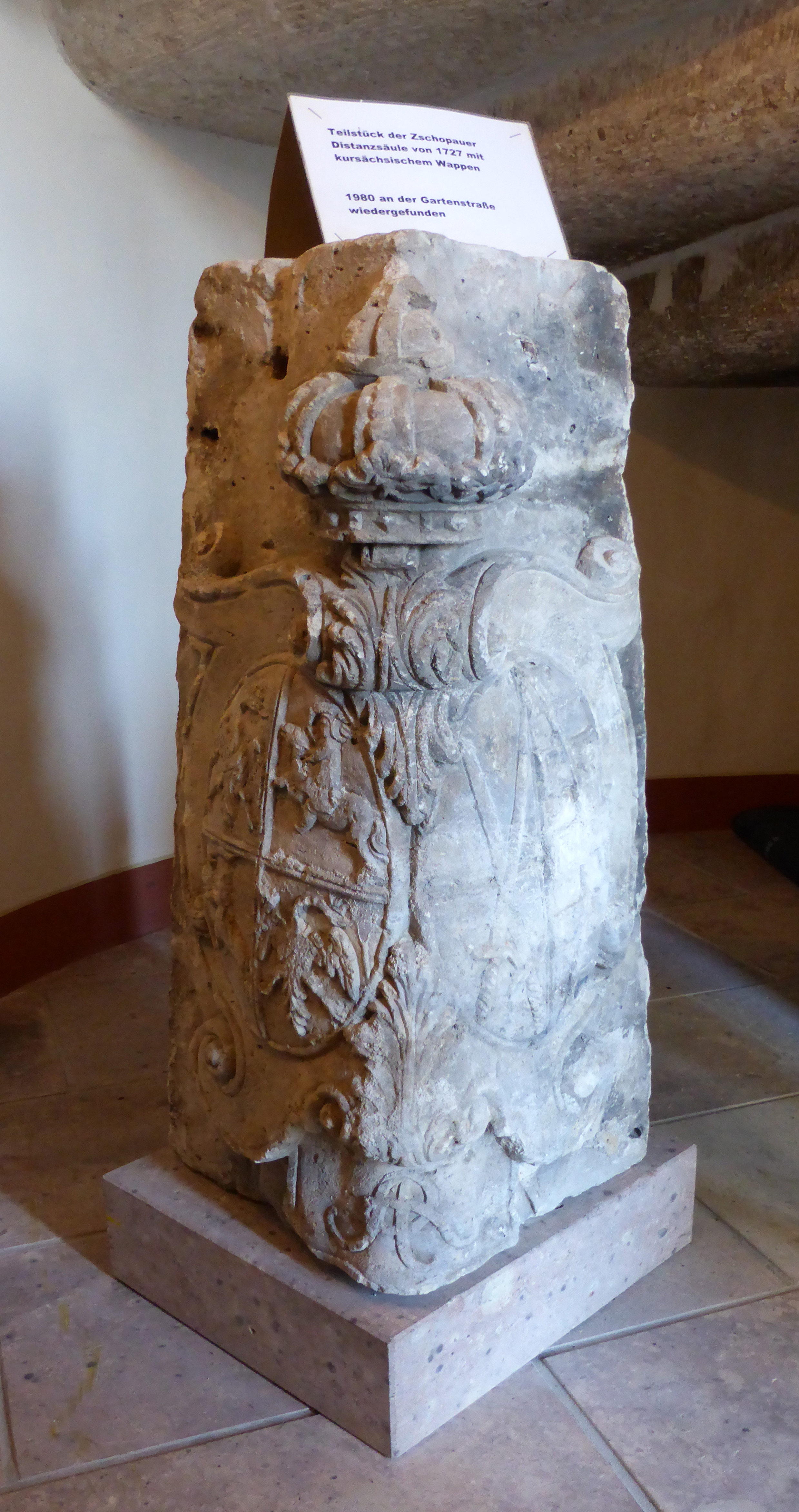
Original-Fragment (Wappenstück) der Zschopauer-Distanzsäule von 1727

Der Straßenverlauf folgt weitestgehend einem alten Handelsweg, der das Gebiet um Halle/Leipzig über den Reitzenhainer Pass (840 m ü. NN) mit Prag verband. Mit Gründung von Marienberg wurde die ursprünglich über Zöblitz und Blatno (Platten) nach Chomutov (Komotau) führende Straße 1521 verlegt. Sie führte nun über die neue Bergstadt und das Grenzdorf Reitzenhain nach Böhmen. Nahe Reitzenhain erinnert ein Gedenkstein mit der Inschrift An der einstigen Umspanne 1400–1823 auf die ehemals vorhandene Pferdewechselstation.
Eine 1449 ausgestellte Urkunde besagt, dass die von Chemnitz über Zschopau nach Böhmen führende Straße entlang der über freies Feld führenden Abschnitte „[…] mit Bäumen, Sträuchern, aufgeworfenen Gräben, Steinen oder anderen ‚merklichen‘ Zeichen befestigt werden soll, und zwar in einer Breite, daß dazwischen drei beladene Rüstwagen mit gutem Zwischenraum nebeneinander fahren können […]“.
Wahrscheinlich bereits seit Anfang des 12. Jahrhunderts sicherte die Burg Wildeck den wichtigen Übergang (Furt) über die Zschopau. Eine Brücke ist an dieser Geleitstation seit 1516 belegt. Die mehrfach durch Eisgang zerstörte Holzkonstruktion wurde 1812–15 durch eine steinerne Brücke ersetzt. Noch während der Bauphase passierten 1813 im Vorfeld der Völkerschlacht bei Leipzig 14.000 Gespanne der alliierten österreichischen, russischen und preußischen Armeen die Brücke.
Bereits 1711 wurde ein von Chemnitz über Marienberg nach Prag führender Fahrpostkurs eingerichtet. Während der Regierungszeit Augusts des Starken erfolgte in der ersten Hälfte des 18. Jahrhunderts die Kennzeichnung der Post- und Handelsstraße mit Kursächsische Postmeilensäulen. Von dieser Zeit zeugen heute noch die Distanzsäulen in Marienberg (1727) und Zschopau sowie der Viertelmeilenstein bei Reitzenhain (1724).
Anfang des 19. Jahrhunderts erfolgte der Ausbau der Straße zur Chaussee. 1939 wurde die damalige Reichsstraße 174 über Chomutov (Komotau), Louny (Laun) und Slaný (Schlan) bis nach Prag verlängert. Der Grenzübergang Reitzenhain wurde nach Wiederherstellung der Tschechoslowakei nach dem Ende des Zweiten Weltkrieges geschlossen und erst 1978 wieder eröffnet. In den 1970er Jahren wurde die Strecke von Zschopau (Zschopautal) nach Hohndorf durchs Tischautal dreistreifig ausgebaut, im weiteren Verlauf bis zum Grenzübergang erfolgten Straßenbegradigungen.

## Ausbau nach 1990

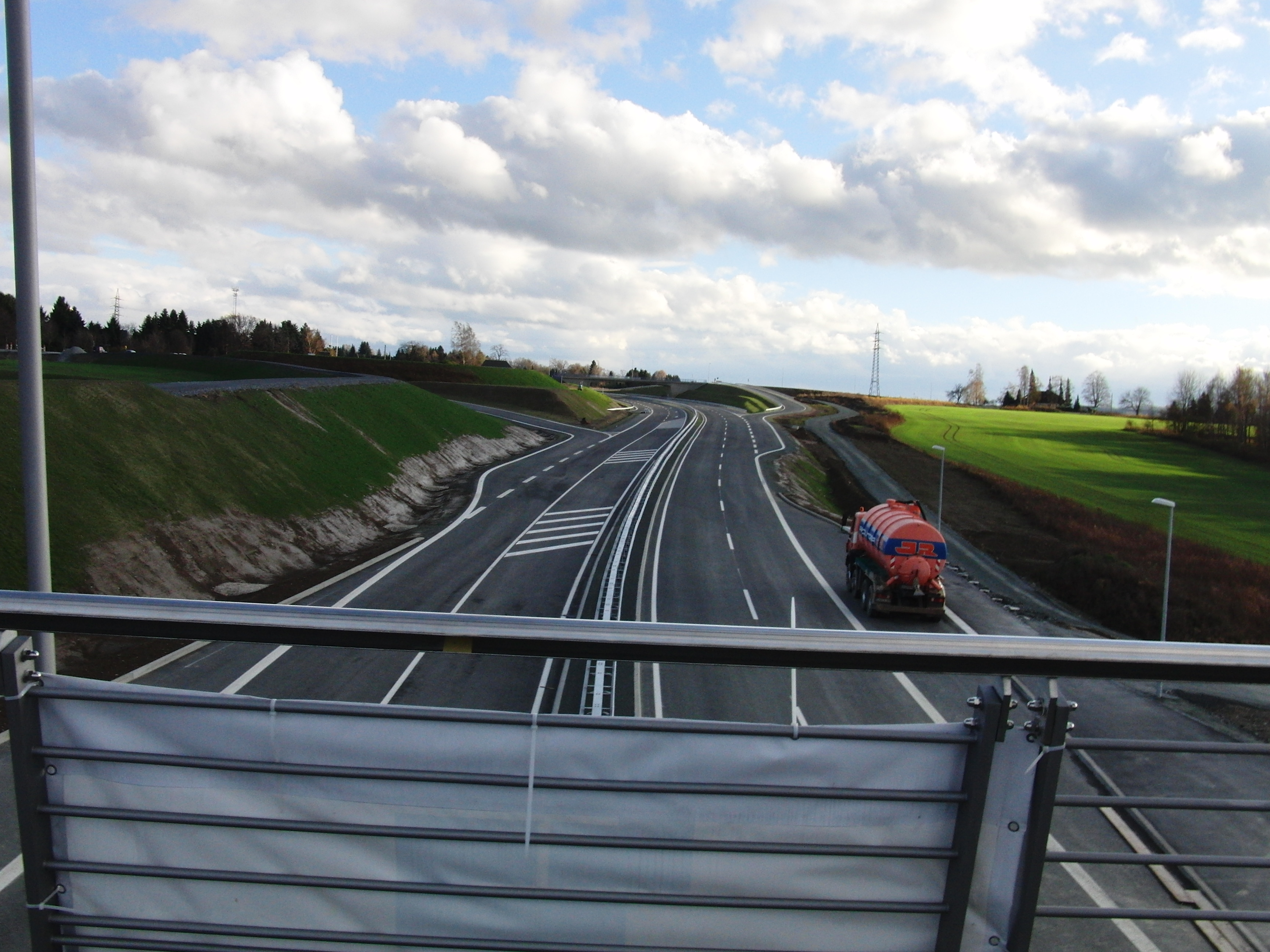
4-streifiger Neubau der B 174 am Ortsausgang im Südosten von Chemnitz

Nach der Wende und friedlichen Revolution in der DDR soll es Anfang der 1990er Jahre die Idee zum Ausbau der Bundesstraße zur Autobahn gegeben haben. Eine dafür kursierende Bezeichnung ist A 74. In keinem der Bundesverkehrswegeplänen seit 1992 ist jedoch ein entsprechendes Bauvorhaben ausgewiesen.
1997 wurde der erste Abschnitt des Ausbaus der Straße mit der vierstreifigen Ortsumfahrung Gornau/Zschopau auf einer Länge von 6,9 km einschließlich des 408 m langen Talüberganges Zschopau in Betrieb genommen. Ein Ausbau der Straße südlich von Marienberg bis zum Ortseingang Reitzenhain erfolgte bis Anfang 2000.
Die Bedeutung der B 174 hat sich im Zuge der EU-Erweiterung 2004 weiter erhöht. Der Bedeutungsgewinn resultierte vor allem aus der Öffnung des Grenzübergangs Reitzenhain für den LKW-Verkehr, was einen drastischen Anstieg des Verkehrsaufkommens vor allem des Schwerlastverkehrs nach sich zog. So werden einzelne Abschnitte täglich von mehr als 1.800 LKWs befahren. Dieses konnte nur teilweise von der vorhandenen Trassenführung aufgefangen werden, so dass in den letzten Jahren verschiedene weitere Ausbaumaßnahmen umgesetzt wurden. Nach Wegfall der Grenzkontrollen wurde der Grenzübergang bis 2005 umgebaut. Dabei wurden die bisherigen Kontrollgebäude abgerissen. Die zweistreifige 9,5 km lange Ortsumgehung Marienberg wurde 2007 eröffnet. Die Eröffnung des vierstreifigen 4,4 Kilometer langen Neubaus der Straße zwischen Gornau und dem Ortseingang Chemnitz erfolgte am 19. November 2013. Von Mitte 2012 bis zum 12. Dezember 2014 erfolgte der Ausbau auf einer Länge von 908 Meter zwischen dem Ortseingang Chemnitz bis zum innerstädtischen Südring. Die Baukosten betrugen rund 20 Millionen Euro. Neben der Straße wurden Lärmschutzwände sowie Geh- und Radwege errichtet.
Für die kommenden Jahre sind weitere Aus- und Neubaumaßnahmen vorgesehen:
- Ortsumfahrung Hohndorf/Großolbersdorf: vordringlicher Bedarf in den Bedarfsplänen für Bundesfernstraßen von 2004, 2010 implizit bestätigt,[9] im Bundesverkehrswegeplan 2030 (Länge ca. 4,2 km) und in der 2016 erfolgten Änderung des Fernstraßenausbaugesetzes[10], Vorzugsvariante im Juni 2018 bestätigt[11]
- Ortsumfahrung Reitzenhain auf einer Länge von ca. 1,7 km: vordringlicher Bedarf in den Bedarfsplänen für Bundesfernstraßen von 2004, 2010 implizit bestätigt,[9] im BVWP 2030 und in der 2016 erfolgten Änderung des Fernstraßenausbaugesetzes[10], Vorplanung

## Ausbauzustand
| Abschnitt                                  | Streifen | Trennstreifen | Bemerkung           |
| ------------------------------------------ | -------- | ------------- | ------------------- |
| Chemnitz-Mitte – Chemnitz-Südring          | 2        | nein          |                     |
| Chemnitz-Südring – Chemnitz-Georgistraße   | 4        | nein          | nicht kreuzungsfrei |
| Chemnitz-Georgistraße – S 228 Zschopau-Süd | 4        | ja            | autobahnähnlich     |
| S 228 Zschopau – S 227 Hohndorf            | 2        | nein          |                     |
| S 227 Hohndorf – Grenzübergang Reitzenhain | 2        | nein          |                     |